# Embelia madagascariensis
Embelia madagascariensis är en viveväxtart som beskrevs av A. Dc. Embelia madagascariensis ingår i släktet Embelia och familjen viveväxter. Utöver nominatformen finns också underarten E. m. nummulariifolia.